# Efrain Rintaro
Efrain Rintaro da Silva (* 23. Juli 1991 in Curitiba) ist ein brasilianischer Fußballspieler.

## Karriere
Efrain begann seine Karriere 2010 beim japanischen Zweitligisten Kashiwa Reysol. 2011 wechselte er zu FC Gifu. Von 2012 bis 2013 spielte er beim Drittligisten Blaublitz Akita und FC Ryūkyū. Danach spielte er bei Veertien Kuwana, ReinMeer Aomori und Suzuka Point Getters. 2022 wechselte er zum Viertligisten FC Osaka. 2022 feierte er mit dem Verein die Viertligameisterschaft und den Aufstieg in die dritte Liga.